# Treemonisha
Treemonisha ist eine Oper in drei Akten von Scott Joplin (Musik und Libretto). Den Klavierauszug veröffentlichte Joplin 1911 im Selbstverlag. Das Partitur-Manuskript ist verschollen. Eine erste Aufführung mit Klavierbegleitung gab es im Mai 1915 im Lincoln Theater New York. Das vollständige Werk wurde erst am 28. Januar 1972 in der Atlanta Symphony Hall in einer Orchestrierung von Thomas Jefferson Anderson uraufgeführt.

## Handlung

### Vorwort
Der Klavierauszug von 1911 enthält eine detaillierte Einführung in die Handlung. Joplin selbst verwendete mehrfach das Wort „Negro“, das deshalb in der folgenden Übersetzung ebenfalls genutzt wird:
Die Szene der Oper ist auf einer Plantage irgendwo im Staat Arkansas, nordöstlich der Stadt Texarkana und drei oder vier Meilen vom Red River. Die Plantage ist von einem dichten Wald umgeben.
Mehrere Negro-Familien lebten auf der Plantage und andere Familien hinten im Wald.
Damit der Leser die Geschichte besser verstehen kann, gebe ich [Scott Joplin] ein paar Details über die Negros auf dieser Plantage vom Jahr 1866 bis zum Jahr 1884.
Das Jahr 1866 zeigt sie in völliger Unwissenheit, ohne irgendeine Führung, da die Weißen kurz nach Freilassung der Negros fortgezogen waren und die Plantage der Obhut eines vertrauenswürdigen Negro-Dieners namens Ned überlassen hatten.
Alle Negros mit Ausnahme von Ned und seiner Frau Monisha waren abergläubisch und glaubten an Zauberei. Monisha, als Frau, ließ sich gelegentlich von den Behauptungen der geschickteren Zauberer beeindrucken.
Ned und Monisha waren kinderlos und hatten oft gebetet, dass ihre Hütte eines Tages von einem Kind aufgeheitert würde, das Monisha Gesellschaft leisten könnte, wenn Ned nicht zuhause war. Sie träumten auch davon, das Kind so zu erziehen, dass es, wenn es erwachsen war, die Menschen der Gegend lehren könnte, nach etwas Besserem und Höherem als Aberglaube und Zauberei zu streben.
Die Gebete von Ned und Monisha wurden auf erstaunliche Weise beantwortet. Eines Morgens Mitte September 1866 fand Monisha ein Baby unter einem Baum, der vor ihrer Hütte wuchs. Es war ein ungefähr zwei Tage altes Mädchen mit hellbrauner Haut. Monisha nahm das Baby in die Hütte, und Ned und sie adoptierten es als ihr eigenes.
Sie wollten, dass das Kind, während es aufwuchs, sie ebenso liebte wie es seine echten Eltern geliebt hätte. Daher beschlossen sie, ihm die Art und Weise, wie es zu ihnen gekommen war, zu verschweigen, bis es alt genug wäre, das zu verstehen. Sie wussten ebenfalls, dass die Nachbarn ihm davon erzählen würden, falls sie davon wüssten. Um sie zu täuschen, spannte Ned seine Maultiere an und fuhr mit Monisha und dem Kind zu einer Familie aus alten Freunden, die zwanzig Meilen entfernt lebten und die sie seit drei Jahren nicht gesehen hatten. Sie erzählten ihren Freunden, dass das Kind erst eine Woche alt sei.
Ned gab diesen Leuten sechs Scheffel Mais und vierzig Pfund Fleisch, damit sie Monisha und das Kind für acht Wochen bei sich aufnahmen, wovon Ned glaubte, es würde Monishas Gesundheit guttun. Die Freunde stimmten gerne zu, sie für diese Zeit bei sich zu haben.
Ned kehrte alleine zu der Plantage zurück und erzählte seinen alten Nachbarn, dass Monisha, während sie alte Freunde besuchten, die Mutter eines kleinen Mädchens geworden war.
Die Nachbarn waren natürlich ziemlich überrascht, mussten aber glauben, dass Neds Geschichte wahr sei.
Nachdem die acht Wochen vergangen waren, brachte Ned Monisha und das Kind nach Hause, erhielt die Glückwünsche seiner Nachbarn und Freunde und war erfreut, dass der Plan so gut funktioniert hatte.
Monisha gab dem Kind zunächst ihren eigenen Namen; als das Kind aber drei Jahre alt war, war es so versessen darauf, unter dem Baum zu spielen, unter dem es gefunden worden war, dass Monisha ihm den Namen Tree-Monisha [‚Baum-Monisha‘] gab.
Als Treemonisha sieben Jahre alt war, vereinbarte Monisha mit einer weißen Familie, dass sie für sie waschen und bügeln und Ned ihr Holz hacken würde, wenn die Dame des Hauses Treemonisha eine Ausbildung gäbe, da das Schulgebäude zu weit entfernt war, als dass das Kind dorthin gehen könnte. Die Dame stimmte zu, und als Ergebnis war Treemonisha die einzige gebildete Person in der Nachbarschaft, während die anderen Kinder weiterhin unwissend blieben, da es ihnen unmöglich war, zu der so weit entfernten Schule zu gehen.
Zodzetrick, Luddud und Simon, drei sehr alte Männer, verdienten ihren Lebensunterhalt mit Zaubertricks in der Nachbarschaft, indem sie kleine Glücksbeutel und Kaninchenfüße verkauften und die Leute in ihrem Aberglauben bestärkten.
Dieser Musikausschnitt ist das Hauptthema der Oper und stellt das Glück der Menschen dar, als sie sich von den Zauberern und ihren abergläubischen Sprüchen frei fühlten.
Die Handlung der Oper beginnt im September 1884. Die jetzt achtzehn Jahre alte Treemonisha beginnt ihre eigene Laufbahn als Lehrerin und Anführerin.

### Erster Akt: „Morning“ – Morgen
Eine von dichtem Wald umgebene Plantage in Arkansas
Der Zauberer Zodzetrick versucht, Monisha einen Glücksbringer zu verkaufen (Nr. 2. „The Bag of Luck“). Monisha glaubt zwar an dessen Wunderkräfte, doch Ned traut dem Scharlatan nicht. Als Zodzetrick sich wieder auf den Weg machen will, ruft Treemonisha ihn zurück und wirft ihm vor, durch seine Betrügereien die Dorfbewohner ins Unglück zu stürzen. Zodzetrick versucht, sich zu rechtfertigen, doch Treemonishas Freund Remus steht ihr bei. Er vertraut der gebildeten Treemonisha. Zodzetrick zieht sich mit der Drohung zurück, bald zurückzukehren.
Landarbeiter, die sich auf dem Weg zur Arbeit befinden, grüßen Treemonisha und Remus (Nr. 3. „The Corn Huskers“). Sie tanzen unter der Führung von Treemonishas Freunden Andy und Lucy einen Reigen (Nr. 4. „We’re Goin’ Around“). Treemonisha stellt fest, dass alle Mädchen einen Blätterkranz tragen, während sie selbst nur eine Haube besitzt (Nr. 5. „The Wreath“). Als sie sich aus den Blättern des Baums vor der Tür selbst einen Kranz binden will, verbietet ihrer Mutter das mit der Begründung, dass dieser Baum heilig sei, da Treemonisha als Baby unter ihm gefunden wurde. Sein Schatten habe ihr in dem damaligen Nachtgewitter und der Gluthitze des folgenden Tages das Leben gerettet (Nr. 6. „The Sacred Tree“). Treemonisha und die Arbeiter sind überrascht, dass sie nicht Monishas leibliches Kind ist (Nr. 7. „Surprised“). Monisha erzählt, wie Ned und sie das Kind als ihr eigenes ausgaben und es später von einer weißen Frau unterrichten ließen, da es in der Nachbarschaft keine Schule gab (Nr. 8. „Treemonisha’s Bringing Up“). Zuerst sei das Mädchen nach ihr selbst Monisha genannt worden. Da sie aber den Baum so sehr liebte, hätten sie den Namen in „Treemonisha“ geändert. Treemonisha entfernt sich mit Lucy. Sie will den Kranz nun aus den Blättern anderer Bäume binden.
Der Wanderprediger Parson Alltalk trifft ein, um den Gottesdienst zu halten. Er rät den Anwesenden, nicht zu lügen, nicht zu stehlen und miteinander gut umzugehen (Nr. 9. „Good Advice“). Anschließend kehrt Lucy ohne Treemonisha zurück (Nr. 10. „Confusion“). Sie ist erschöpft. Ihre Hände sind gebunden und ihr Mund geknebelt. Nachdem Monisha sie befreit hat, erzählt Lucy, dass Zodzetrick und sein Kumpan Luddud Treemonisha entführt hätten. Die Landarbeiter versprechen sofort, sie zu befreien. Ned, der gerade vom Feld kommt, schwört, Zodzetrick und Luddud schwer zu strafen. Remus zieht sich die Kleider einer Vogelscheuche über, um die Entführer zu erschrecken, und eilt den anderen Landarbeitern nach.

### Zweiter Akt: „Afternoon“ – Nachmittag
Im Wald beim Lager der Scharlatane; ein Wespennest hängt an einem Busch
Der Zauberer Simon redet den versammelten Scharlatanen abergläubischen Unsinn ein (Nr. 11. „Superstition“). Zodzetrick und Luddud treffen mit der gefangenen Treemonisha ein (Nr. 12. „Treemonisha in Peril“). Die beiden berichten, dass das Mädchen nicht an ihre Zaubereien glaube und die Dorfbewohner überrede, ihre Glücksbringer fortzuwerfen. Damit gefährde sie ihre Lebensgrundlage. Die Scharlatane beschließen, sie im Buschwald dafür zu strafen. Einzig Cephus spricht dagegen, wird aber überstimmt. Acht Bären tollen herum, bis sie von den Zauberern vertrieben werden (Nr. 13. „Frolic of the Bears“). Simon schlägt vor, Treemonisha zur Strafe in das Wespennest zu werfen (Nr. 14. „The Wasp Nest“). Gerade als Zodzetrick und Luddud das ausführen wollen, erscheint der verkleidete Remus. Die Scharlatane fliehen, weil sie ihn für den Teufel persönlich halten (Nr. 15. „The Rescue“). Treemonisha dankt Remus für ihre Rettung und geht mit ihm fort.
Ein Baumwollfeld; im Vordergrund eine Straße
Baumwollpflücker singen während der Arbeitspause ein Lied (Nr. 16. „We Will Rest Awhile“). Treemonisha und Remus treffen ein und fragen sie nach dem Weg zur Plantage (Nr. 17. „Going Home“). Nachdem sie fort sind, kündigen drei Hornsignale das Ende der Tagesarbeit an (Nr. 18. „Aunt Dinah Has Blowed de Horn“).

### Dritter Akt: „Evening“ – Abend
In Neds und Monishas Hütte
Ned versucht, Monisha zu beruhigen, die sich zutiefst über das Schicksal Treemonishas sorgt (Nr. 20. „I Want to See My Child“). Glücklicherweise treffen diese und Remus bereits ein, gefolgt von den fröhlichen Landarbeitern (Nr. 21. „Treemonisha’s Return“). Alle bejubeln Remus’ Heldentat. Kurz darauf erscheinen die übrigen Männer der Befreiungsaktion. Sie führen Zodzetrick und Luddud als Gefangene mit sich. Die Anwesenden fordern strenge Bestrafung. Nur Treemonisha mahnt zur Milde. Sie will nicht Böses mit Bösem vergelten, sondern ihnen eine strenge Lektion erteilen und sie dann freilassen. Auf ihren Befehl löst Andy den beiden die Fesseln. Anschließend hält Remus allen eine Predigt darüber, das Böses niemals gut sein kann (Nr. 22. „Wrong is Never Right“). Die Dorfbewohner wollen die Schuldigen zwar noch immer verprügeln, werden von Treemonisha aber davon abgehalten. Sie glaubt fest daran, dass die beiden ihr Verhalten ändern werden (Nr. 23. „Abuse“). Ned philosophiert über den Umgang mit Verbrechern (Nr. 24. „When Villains Ramble Far and Near“). Anschließend überredet Treemonisha die Dorfbewohner, den Zauberern zum Zeichen der Versöhnung die Hände zu reichen (Nr. 25. „Conjurors Forgiven“). Die Anwesenden wählen sie als Weiseste von ihnen zur Anführerin. Auch die Männer bestätigen ausdrücklich ihr Vertrauen (Nr. 26. „We will Trust you as our Leader“). Die Oper endet mit einem fröhlichen Ragtime (Nr. 27. „A Real Slow Drag“).

## Werkgeschichte
Der Komponist Scott Joplin ist überwiegend für seine Klavier-Ragtimes bekannt. Sein erstes Werk für Vokalensemble, Chor, Ballett und Orchester war 1903 die Suite The Ragtime Dance. Es folgten weitere Experimente mit größeren Besetzungen, die seinen Plan einer Ragtimeoper vorbereiten sollten. Noch im selben Jahr gründete er die Scott Joplin Ragtime Opera Company und führte mit ihr in Saint Louis seine erste Oper A Guest of Honor auf, deren Partitur verschollen ist. Anschließend begann er mit der Arbeit an Treemonisha, die er bewusst nicht mehr als „Ragtime Opera“, sondern als „Oper in drei Akten“ bezeichnete, um sich der europäischen Musiktradition anzunähern. Die Komposition entstand in den Jahren 1908 bis 1911. Da die Musikverlage eine Veröffentlichung ablehnten, gab Joplin 1911 eine Klavierfassung im Selbstverlag heraus. Seine eigene Orchestrierung aus dem Jahr 1915 ist nicht erhalten. Auch zu einer Aufführung in einem professionellen Opernhaus kam es zu seinen Lebzeiten nicht, obwohl eine Rezension des Klavierauszugs das Werk als „wahre amerikanische Oper“ pries. Um mögliche Sponsoren zu gewinnen, präsentierte Joplin seine Oper im Mai 1915 mit eigener Klavierbegleitung im Lincoln Theater in Harlem, New York City. Die Aufführung blieb jedoch folgenlos. Als Gründe für den Misserfolg wurden rassistische Vorbehalte der Weißen genannt, die zudem die Eigenständigkeit von Joplins Musik nicht anerkannten. Die Schwarzen ihrerseits wurden nur ungern an ihre eigene Vergangenheit erinnert, die in der Oper thematisiert wurde. Es ist bemerkenswert, dass Treemonisha als erste rein amerikanische Oper ausgerechnet von einem schwarzen Komponisten geschrieben wurde und er nicht nur die Musik komponierte, sondern auch den Text verfasste und die Choreografie vorgab. Eigenständig ist auch die dialektal eingefärbte Sprache der Protagonisten.
Zur ersten Aufführung des vollständigen Werks kam es erst im Zuge der Ragtime-Renaissance der 1970er Jahre am 28. Januar 1972 in der Atlanta Symphony Hall im Memorial Arts Center unter dem Dirigenten Robert Shaw mit einer Choreografie von Katherine Dunham. Gespielt wurde eine Orchesterfassung von Thomas Jefferson Anderson. Eine weitere Orchesterfassung auf Basis von Joplins Klavierfassung stammt von Gunther Schuller. Sie wurde erstmals am 23. Mai 1975 in der Houston Grand Opera aufgeführt. Eine dritte Orchestrierung schuf der Komponist William Bolcom. 2003 erstellte der Dirigent Rick Benjamin eine Fassung für Ragtime-Orchester, die möglicherweise den Intentionen Joplins eher gerecht wird als Schullers Bearbeitung für ein traditionelles Opernorchester.
Aufgrund der langen Zeit zwischen Entstehung und Wiederentdeckung in den 1970er Jahren wurde Treemonisha als „die schlafende Schönheit der amerikanischen Oper“ („the sleeping beauty of American music“) bezeichnet. 1976 wurde Joplin für diese Oper und seine Beitrage zur amerikanischen Musik postum mit dem Pulitzer-Preis der Kategorie „Special Awards and Citations“ ausgezeichnet.
Weitere nachweisbare Aufführungen waren:
- 1979: Biennale Venedig – europäische Erstaufführung.[3]
- 1980: Turin – in italienischer Sprache.[3]
- 1981: Helsinki – finnische Übersetzung; 3. Nationale Operntage.[3]
- 1984: Gießen – deutsche Erstaufführung; Regie: Wolfgang Lachnitt; mit deutschsprachigen erzählenden Zwischentexten.[3]
- 1985: Rom, Teatro Ghione.[3]
- 29. März 1990: Kent, Churchill Theatre Bromley – UK-Premiere.[4]
- Februar 1991: Krannert Center for the Performing Arts, University of Illinois at Urbana-Champaign.[10]
- 2000: Opera Theatre of Saint Louis – Regie: Rhoda Levine, Dirigent: Jeffrey Huard, Choreografie: Dianne McIntyre; mit Christina Clark (Treemonisha), Geraldine McMillian (Monisha), Nathan Granner (Remus) und Kevin Short (Ned).[11]
- 2003: Staatsoper Prag – Fassung für Streichquintett, Trompete, Posaune und Klarinette von Vojtech Spurny; Dirigent: Vojtech Spurny Regie: Jaroslav Gillar, Bühne: Werner Hutterli.[7][12]
- Juni 2003: San Francisco, Stern Grove Festival – halbszenisch; Fassung für Ragtime-Orchester von Rick Benjamin; Paragon Ragtime Orchestra, Dirigent: Rick Benjamin.[13]
- 2005: Luzerner Theater.[14]
- 2010: Théâtre du Châtelet, Paris – Dirigent: Kazem Abdullah, Choreografie: Blanca Li, Ausstattung: Roland Roure; mit Adina Aaron (Treemonisha), Grace Bumbry (Monisha) und Willard White (Ned).[15][16]
- 2013: Teatro Empire, Buenos Aires – argentinische Erstaufführung; Produktion der OID Ópera; Dirigent: Leandro Soldano, Regie: Nicolás Isasi, Choreografie: C. Navarro.[17]
- April 2015: Staatsschauspiel Dresden – Produktion der Hochschule für Musik Carl Maria von Weber Dresden, der Hochschule für Bildende Künste Dresden und der Palucca Hochschule für Tanz Dresden; neue Orchesterfassung der Studenten; Dirigent: Franz Brochhagen, Choreografie: Massimo Gerardi.[18]
- August 2019: Arcola Theatre London – im Rahmen des Grimeborn Festival; Dirigent: Matthew Lynch, Regie: Cecilia Stinton.[19]
- 2019: Rosenheim, Kultur- und Kongresszentrum – deutsche Übersetzung von Georg Hermansdorfer; Dirigent: Georg Hermansdorfer, Bühne: Otto von Kotzebue, Choreografie: Gabriele Mooser; mit Sieglinde Zehetbauer (Treemonisha).[14]
- 2022: Théâtre de Caen – Koproduktion mit dem Isango Ensemble Kapstadt; Konzept und Inszenierung: Mark Dornford-May, Dirigent: Mandisi Dyantyis, Choreografie: Lungelo Ngamlana.[20]
- Juni 2023: Toronto, Volcano Theatre – Bearbeitung und Orchesterfassung von Jessie Montgomery und Jannina Norpoth, Textfassung von Leah-Simone Bowen mit mehr Material für die weiblichen Charaktere.[21]

## Gestaltung

### Orchester
Die Orchesterbesetzung der Fassung von Gunther Schuller umfasst die folgenden Instrumente:
- Holzbläser: Piccoloflöte, Flöte, Oboe, zwei Klarinetten, Fagott
- Blechbläser: zwei Hörner, zwei Trompeten, Posaunen, Tuba
- Pauken, Schlagzeug: große Trommel, hängendes Becken, Triangel, Tomtom, Glockenspiel, Bongo
- Harfe
- Klavier
- Streicher

Die Fassung für Ragtime-Orchester von Rick Benjamin ist deutlich kleiner besetzt. Benjamin selbst bezeichnete sie als „Eleven and a piano“ (‚Elf und ein Klavier‘). Sie besteht neben dem Klavier aus einem Streichquartett, einer Flöte (auch Piccolo), einer Klarinette, zwei Kornetten, einer Posaune und einer Rhythmus-Einheit aus Bass und Schlagwerk.

### Musiknummern
Der 1911 im Selbstverlag veröffentlichte Klavierauszug der Oper enthält die folgenden Musiknummern:
Erster Akt: „Morning“ – Morgen
- Nr. 1. „Overture“
- Nr. 2. „The Bag of Luck“
- Nr. 3. „The Corn Huskers“
- Nr. 4. „We’re Goin’ Around“
- Nr. 5. „The Wreath“
- Nr. 6. „The Sacred Tree“
- Nr. 7. „Surprised“
- Nr. 8. „Treemonisha’s Bringing Up“
- Nr. 9. „Good Advice“
- Nr. 10. „Confusion“

Zweiter Akt: „Afternoon“ – Nachmittag
- Nr. 11. „Superstition“
- Nr. 12. „Treemonisha in Peril“
- Nr. 13. „Frolic of the Bears“
- Nr. 14. „The Wasp Nest“
- Nr. 15. „The Rescue“
- Nr. 16. „We Will Rest Awhile“
- Nr. 17. „Going Home“
- Nr. 18. „Aunt Dinah Has Blowed de Horn“

Dritter Akt: „Evening“ – Abend
- Nr. 19. „Prelude“
- Nr. 20. „I Want to See My Child“
- Nr. 21. „Treemonisha’s Return“
- Nr. 22. „Wrong is Never Right“
- Nr. 23. „Abuse“
- Nr. 24. „When Villains Ramble Far and Near“
- Nr. 25. „Conjurors Forgiven“
- Nr. 26. „We will Trust you as our Leader“
- Nr. 27. „A Real Slow Drag“

### Musik

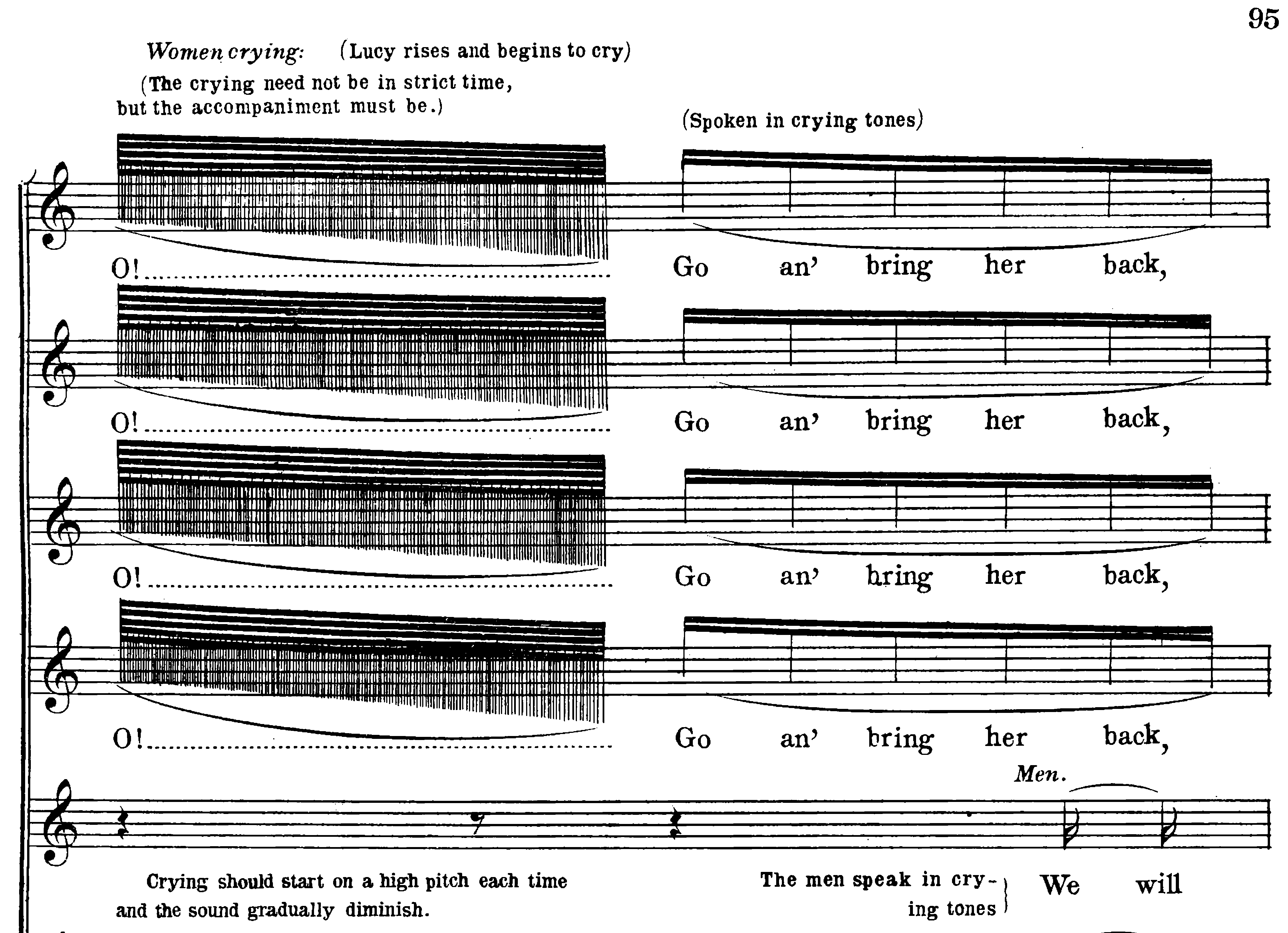
Verwirrung der Dorfbewohner im Klavierauszug, S. 95

Joplin versuchte nicht, die nach europäischem Muster gestalteten Werke, die damals in Amerika gespielt wurden, nachzubilden, sondern schlug einen eigenen Weg ein, um eine Oper zu schaffen, die die Kultur der Schwarzen seiner Zeit spiegelte. Dennoch enthält Treemonisha einige typische Elemente der europäischen Oper wie beispielsweise die einleitende Ouvertüre oder die Arien „The Sacred Tree“ (Nr. 6), „Treemonisha’s Bringing-Up“ (Nr. 8), das Rezitativ „Good Advice“ (Nr. 9), das Zwischenspiel vor dem dritten Akt (Nr. 19) sowie einige Chöre und Ballette. Diese wechseln jedoch mit amerikanischen Elementen ab. Zu letzteren zählen die Stücke „Frolic of the Bears“ (Nr. 13) und „Aunt Dinah Has Blowed de Horn“ (Nr. 18) sowie der abschließende „Real Slow Drag“ (Nr. 27). Joplin integrierte eine Vielzahl unterschiedlicher Stilrichtungen wie synkopierte Tänze, Barbershop-Musik, Gospel-Gesänge, Ragtime, Folk-Songs und einen Walzer. Die sentimentalen Stellen erinnern an den Stil des späten Franz Schubert. Die in extrem kleinen Notenwerten notierte Verwirrung der Dorfbewohner auf Lucys Bericht von der Entführung (Nr. 10) wirkt wie „clusterartiges Geschrei“.
Alle Darsteller tanzen und singen. Der teilweise im Dialekt gesungene Text spiegelt das soziale Milieu der schwarzen Protagonisten wider.

## Aufnahmen
- Oktober 1975 – Gunther Schuller (Dirigent), Orchester und Chor der Houston Grand Opera.
 Carmen Balthrop (Treemonisha), Betty Allen (Monisha), Willard White (Ned), Curtis Rayam (Remus), Cora Johnson (Lucy), Kenneth Hicks (Andy), Ben Harney (Zodzetrick), Dorceal Duckens (Luddud), Dwight Ransom (Cephus), Raymond Bazemore (Simon), Raquel Pierotti (Parson Alltalk).
 Studioaufnahme; Orchesterfassung von Gunther Schuller, ohne Sprechtexte.
 DGG LP: 2707 083 (2 LPs), DG CD: 435 709 2 (2 CDs), Pentatone PTC 5186 221 (2 CDs).[23]
- Mai 1979 – Anthony Watts (Dirigent), Chorsolisten, Klavierbegleitung.
 Valerie Stegart, Marion Lowe, Colin Gamage, Samuel Marshall, Anthony Watts, Julia Lee, Norman Davies, James Suich, Stuart Fordyce, Edward Chubb.
 Live.
 RRE 183-84 (2 LPs).[24]
- 1981 – John DeMain (Dirigent), Frank Corsaro (Regie).
 Carmen Balthrop (Treemonisha), Delores Ivory Davis (Monisha), Dorceal Duckens (Ned), Curtis Rayam (Remus), Cora Johnson (Lucy), Ken Hicks (Andy), Obba Babatundé (Zodzetrick), Cleveland Williams (Luddud), Michael Gray (Cephus), Raymond Bazemore (Simon), Ray Jacobs (Parson Alltalk).
 Video; live aus der Houston Grand Opera; Orchesterfassung von Gunther Schuller.[25]
- Mai/Juni 2011 – Rick Benjamin (Dirigent), The Paragon Ragtime Orchestra and Singers.
 Anita Johnson (Treemonisha), AnnMarie Sandy (Monisha), Frank Ward Jr. (Ned), Chauncey Packer (Remus), Janinah Burnett (Lucy), Robert Mack (Andy), Edward Pleasant (Zodzetrick), Darren Stokes (Parson Alltalk), Mrs LaErma White (Sprecherin des Prologs).
 Fassung für Ragtime-Orchester.
 New World Records 80720-2.[22]

## Digitalisate
- Treemonisha: Noten und Audiodateien im International Music Score Library Project
- Klavierauszug. New York 1911. Digitalisat der Library of Congress